# 武田信典
武田 信典（たけだ のぶのり）は、江戸時代後期の高家旗本。通称は貞之丞。官位は従四位上・左近衛少将、大膳大夫。

## 略歴
陸奥国守山藩主・松平頼亮の三男として誕生。生母は川上氏。初名は頼典。小笠原忠真の女系子孫であり、武田氏と同じ甲斐源氏の支流である小笠原氏と繋がりを有した。
文化4年（1807年）12月16日、高家武田護信の養子となる。文化5年（1808年）4月6日、養父の隠居により家督を相続する。文化8年（1811年）11月24日、高家職に就任、従五位下侍従・左京大夫に叙任する。後に従四位上左少将に昇進する。文政11年（1828年）11月27日、高家肝煎に就任する。安政3年（1856年）10月22日、隠居して養子信之に家督を譲り、同日高家肝煎も辞職する。以後鶴翁と称する。万延元年（1860年）11月18日死去、享年85。

## 系譜
- 父：松平頼亮
- 母：川上氏
- 養父：武田護信
- 妻：不詳
  - 男子：武田崇信（1827-1874） - 武田信之の養子
- 養子
  - 男子：武田信之（1807-1871） - 柳沢保光の七男